# Elixir Studios
Elixir Studios était un studio de développement de jeu vidéo basé à Londres fondé en 1998 par Demis Hassabis et fermé en 2005.
Se déclarant indépendant — créant ses propres outils plutôt que d'acheter une licence à d'autres — l'entreprise a sorti son premier jeu Republic: The Revolution en 2003, puis Evil Genius en 2004.
En 2005, cependant, l'entreprise a dû fermer ses portes à cause de « l'annulation d'un grand projet » (Evil Genius 2).
Le 3 mars 2006, Rebellion Developments rachète les droits des jeux Elixir.